# Saint-Léger-de-Montbrun
Saint-Léger-de-Montbrun là một xã thuộc tỉnh Deux-Sèvres trong vùng Nouvelle-Aquitaine phía tây nước Pháp. Xã này nằm ở khu vực có độ cao trung bình 77 mét trên mực nước biển.